# Petrus Boström
Petrus Boström, född 1981, var mellan hösten 2008 och våren 2010 ordförande för Fria Moderata Studentförbundet. Sedan 2010 är han redaktör för tidskriften Svensk Linje. Han har studerat medicin vid Karolinska Institutet i Stockholm och ekonomi vid Handelshögskolan i Stockholm, där han var ordförande för studentföreningen Handelshögern.
Boström är vidare utbildad vid Försvarets Televapenskola 01/02; senare var han vice ordförande för militärtolkföreningen. Under 2002-2003 var Petrus anställd som försvarssekreterare 2002-2003 vid Sveriges ambassad i Riga, med ackreditering även till Vilnius. 
Petrus Boström är alumn från Timbros Stureakademi. 